# جزیره آمستردام
جزیره آمستردام (به فرانسوی: Amsterdam) یک آتشفشان و جزیره در فرانسه است که در سنت-پول و آمستردام واقع شده‌است.